# Boley
Boley é uma cidade  localizada no estado norte-americano de Oklahoma, no Condado de Okfuskee.

## Demografia
Segundo o censo norte-americano de 2000, a sua população era de 1126 habitantes. 
Em 2006, foi estimada uma população de 1091, um decréscimo de 35 (-3.1%).

## Geografia
De acordo com o United States Census Bureau tem uma área de 
4,3 km², dos quais 4,3 km² cobertos por terra e 0,0 km² cobertos por água. Boley localiza-se a aproximadamente 272 m acima do nível do mar.

## Localidades na vizinhança
O diagrama seguinte representa as localidades num raio de 20 km ao redor de Boley. 